# Міщенко Павло Іванович
Павло́ Іва́нович Мíщенко (рос. Па́вел Ива́нович Ми́щенко; 22 січня 1853 — 1918) — російський військовик українського походження, генерал від артилерії, Туркестанський генерал-губернатор і командувач Туркестанським військовим округом. Учасник Туркестанських походів і Російсько-японської війни.

## Біографія
Народився в російській фортеці Темір-хан в Дагестані.
У 1871 закінчив Перше військове Павловське училище. Був випускником Офіцерської артилерійської школи.
У 1873 брав участь у війні проти Хівінського ханства, у 1877 — у російсько-турецькій війні, 1901 року — у придушенні повстання боксерів в Китаї.
Нагороджений орденом святого Георгія 4 ступеня.
У ході російсько-японської війні командував забайкальськими козаками, воював у битві на річці Шах і при Сандепу. З 1905 року керував операціями кубанських, донських і терських козаків в тилу японців. За проявлену відвагу нагороджений георгієвською зброєю.
У 1906 був начальником Кавказького воєнного округу.
У 1908—1909 займав посаду губернатора Туркестану.
У 1911 призначений наказним отаманом Війська Донського.
У 1914, на початку Першої світової війни, керував 2-ю Кавказькою дивізією; з 1915 року — 31-ю дивізією на Галицькому фронті.
Після Лютневої революції 1917 року позбавлений посади і звання, вийшов у відставку за власним бажанням. Після пограбування більшовиками застрелився.

## Галерея

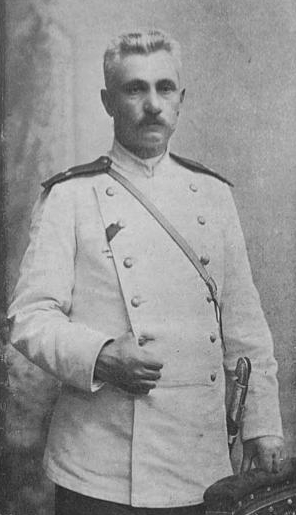
Маньчжурія, 1900
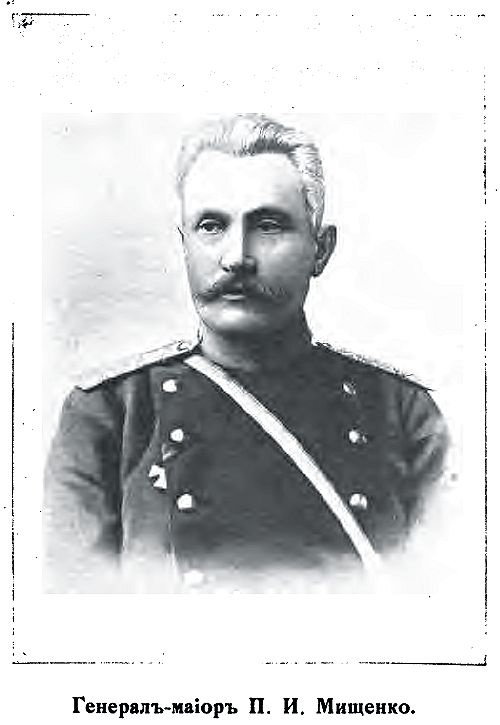
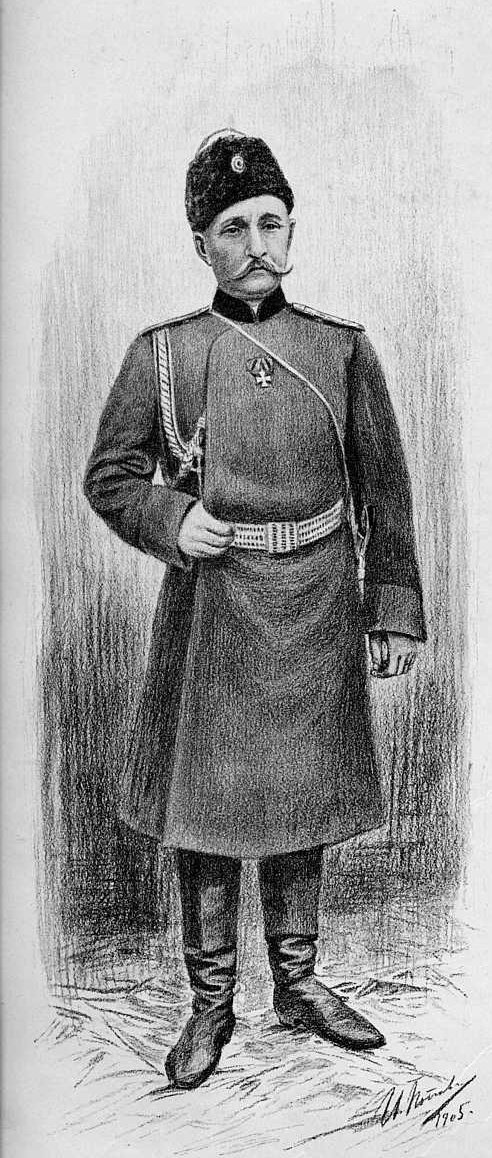
1905